# クリスマスクラッカー

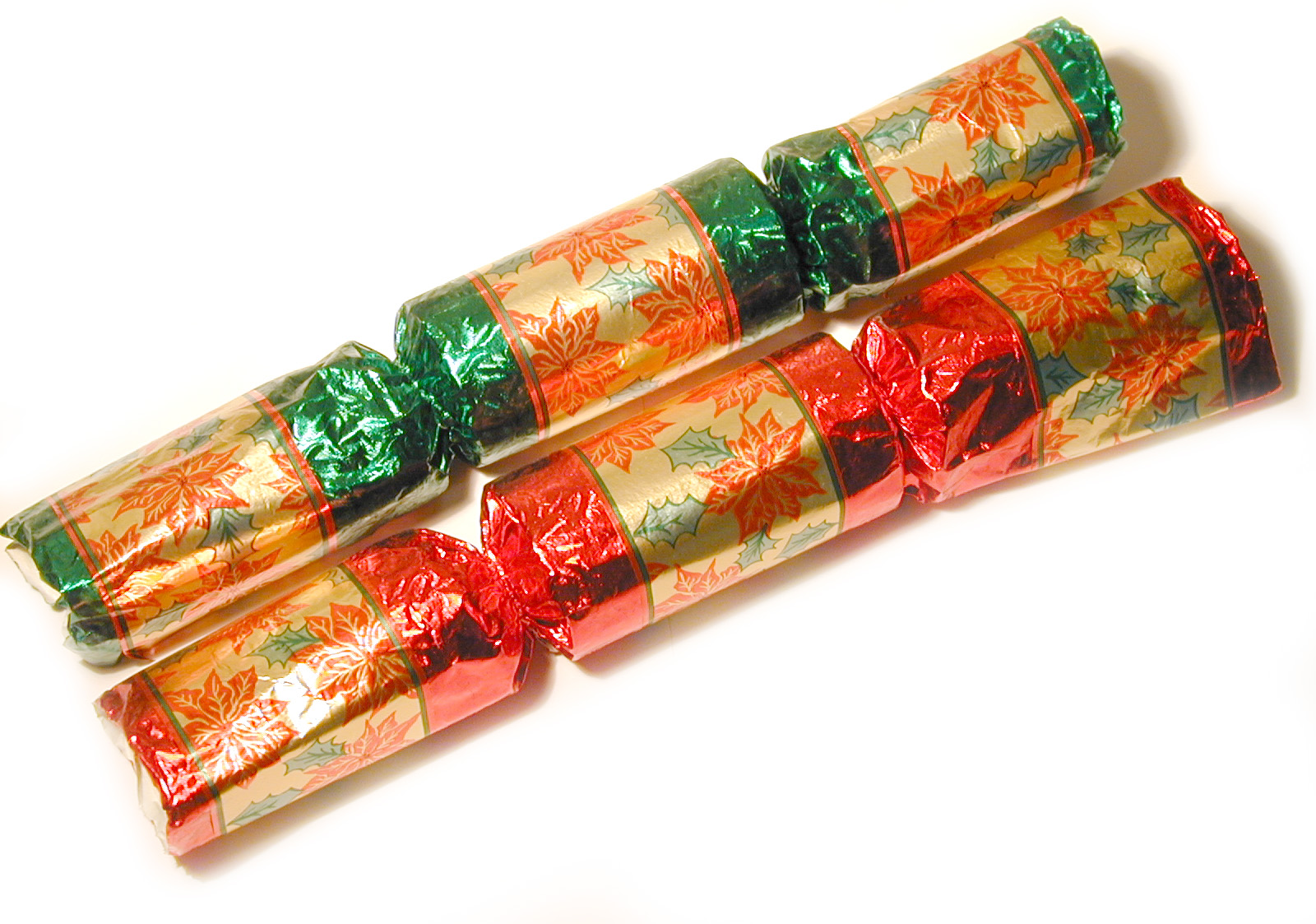
クリスマスクラッカー

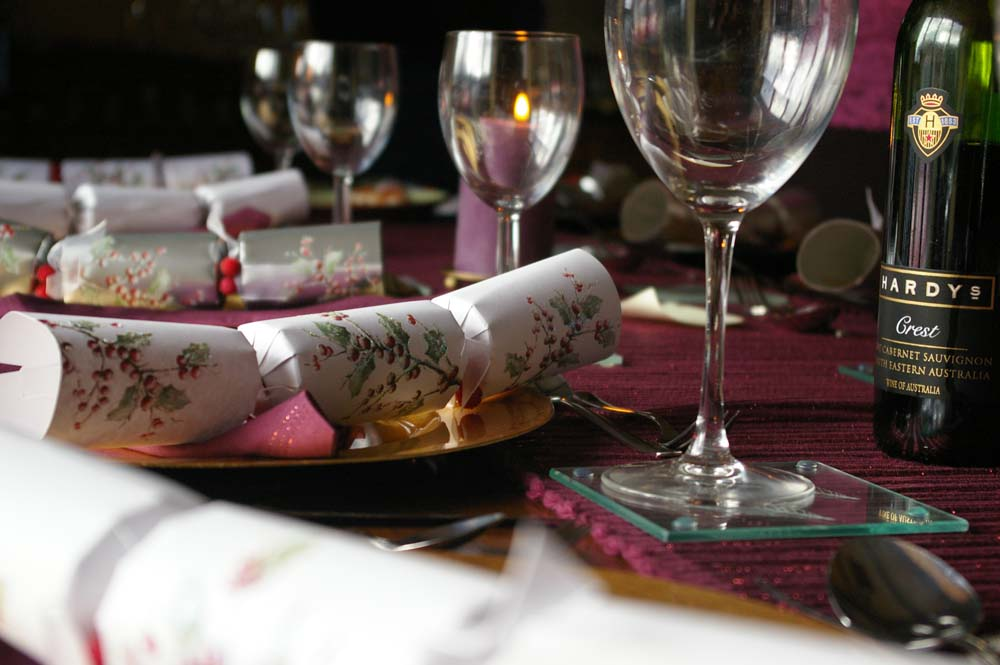
クリスマスクラッカーが置かれたテーブル

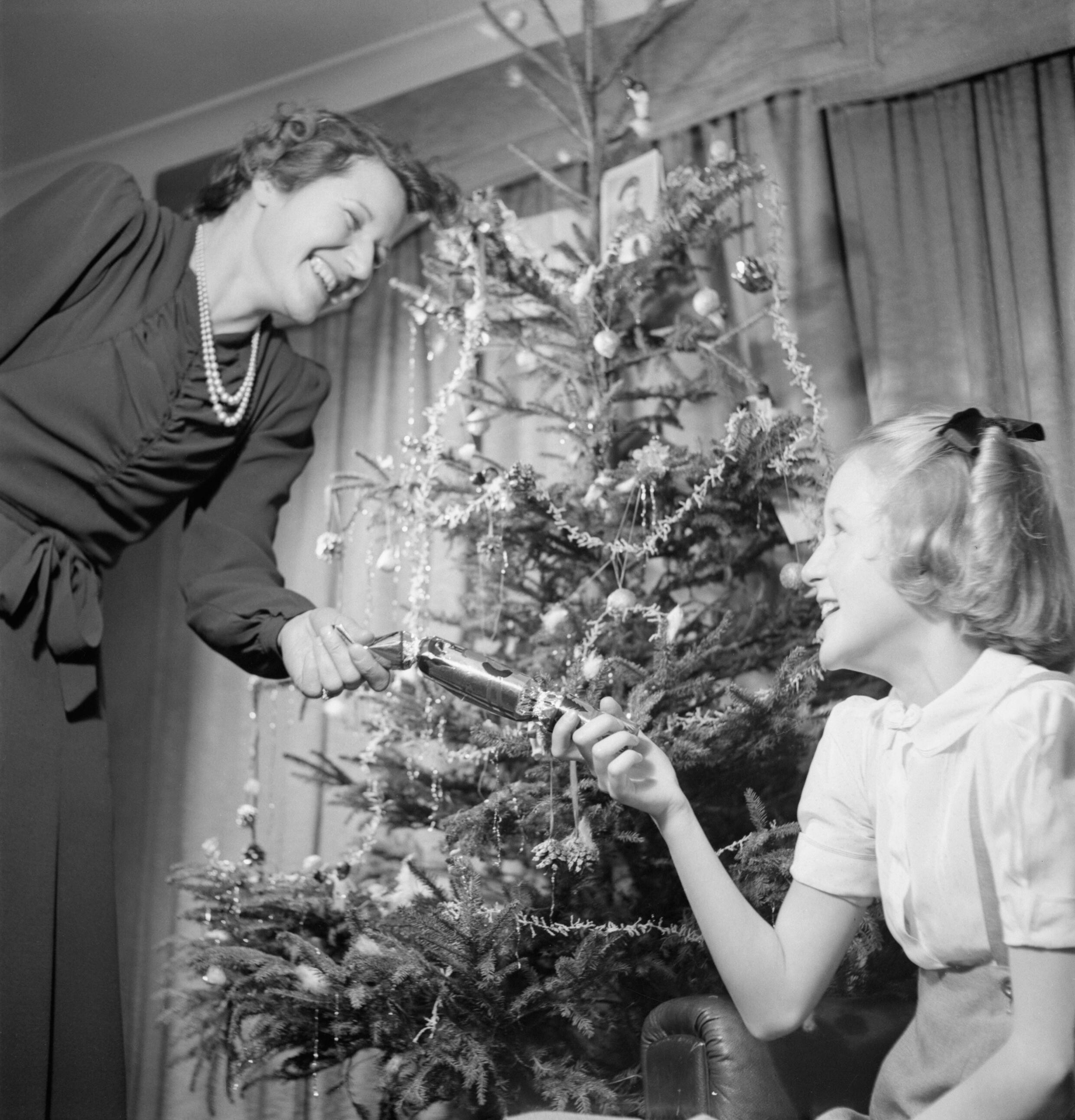
クリスマスクラッカーを引っ張り合うイギリスの母娘

クリスマスクラッカー（英: Christmas cracker）は、クリスマス用のクラッカー。イギリスのクリスマスパーティにおける伝統的なもので、アイルランド、カナダ、オーストラリア、ニュージーランドなどのクリスマスでも愛用されている。特にイギリスのクリスマスには、欠かせないものである。

## 概要
紙吹雪の飛び出す円錐形のクラッカーとは異なり、段ボール製の筒を色鮮やかな包装紙で包んで、大きなキャンディのように形作ったものである。中にはプレゼントが詰まっており、両端を2人で引っ張ると、火薬による破裂音と共に、プレゼントが飛び出す仕組みになっている。火薬には雷酸銀が用いられる。
クラッカーの中身は、一般的には菓子、キーホルダーや笛や知恵の輪などの小さな玩具、紙製の王冠、格言やジョークやクイズが書かれた紙、紙吹雪などが入っている。数ポンドの子供向けの玩具や、安価なプラスチック製品から、数百ポンドの銀製品まで、内容は様々である。毎年どんなプレゼントが飛び出すのかが、パーティーの楽しみとなっている。
イギリスではクリスマスパーティのテーブルに、必ずクリスマスクラッカーが並べられており、隣に座った人と、クラッカーの両端を引っ張り合う。紙の王冠は、頭にかぶりながらクリスマスの料理を食べるのが、一般的である。クラッカーの中に指輪を入れて、女性に求婚する男性もいる。
クリスマスクラッカーには火薬入りのものと火薬無しのものがあるが、火薬のあるものは花火などと同様の扱いで、航空会社により飛行機内への持ち込みが規制されている場合があるため、国外への持ち出しには注意を要する。クリスマスクラッカーを飛行機内に持ち込んだために、飛行機の離陸が遅れたとの報告例もある。

## 歴史

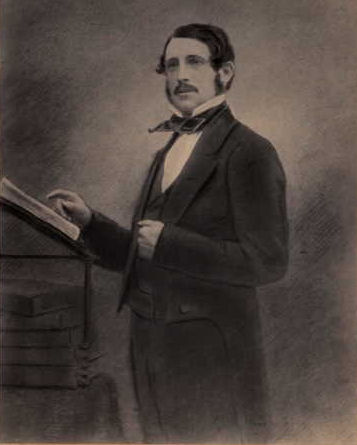
トム・スミス（1869年）

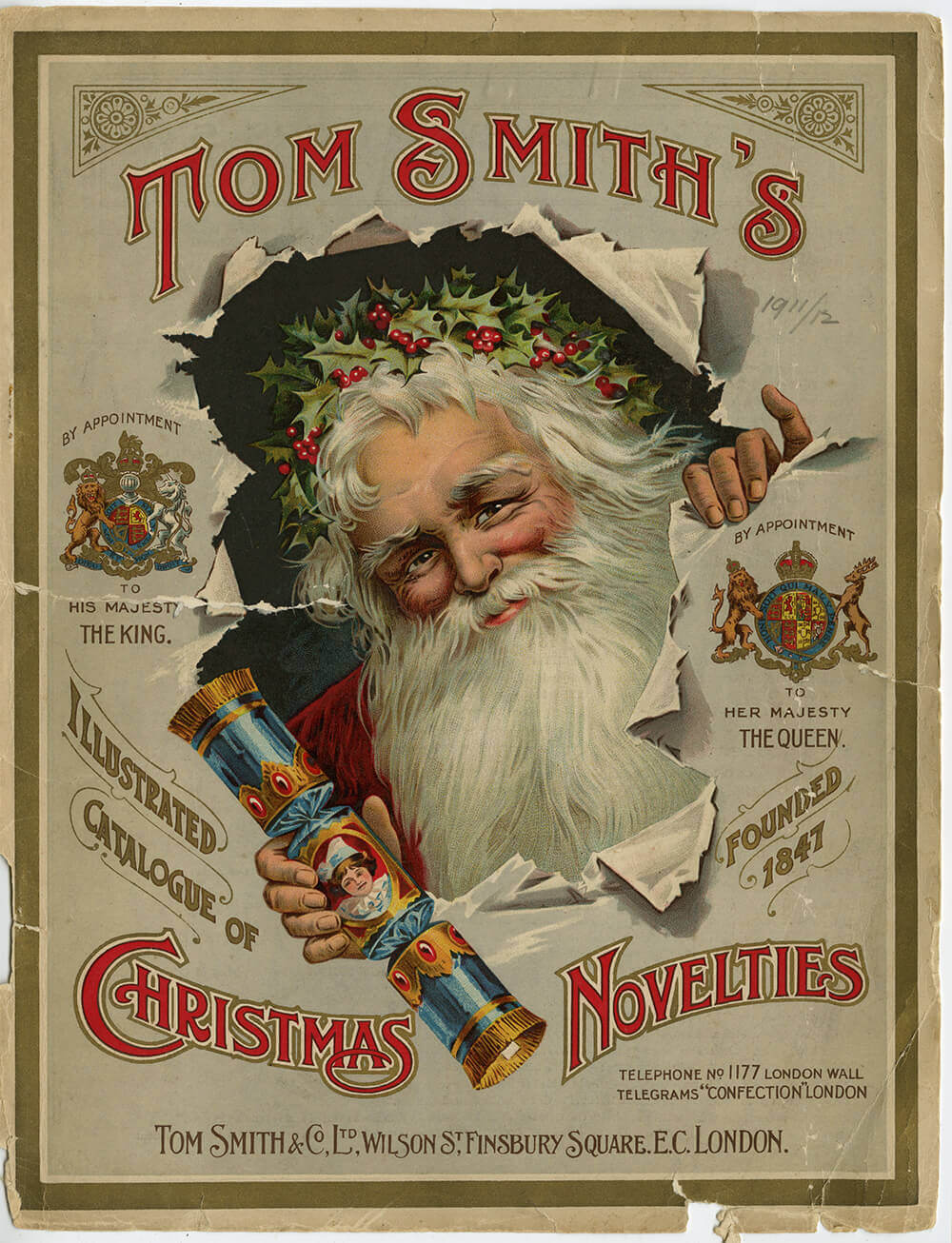
トム・スミスのクリスマスクラッカー用の箱の装飾（1911年）

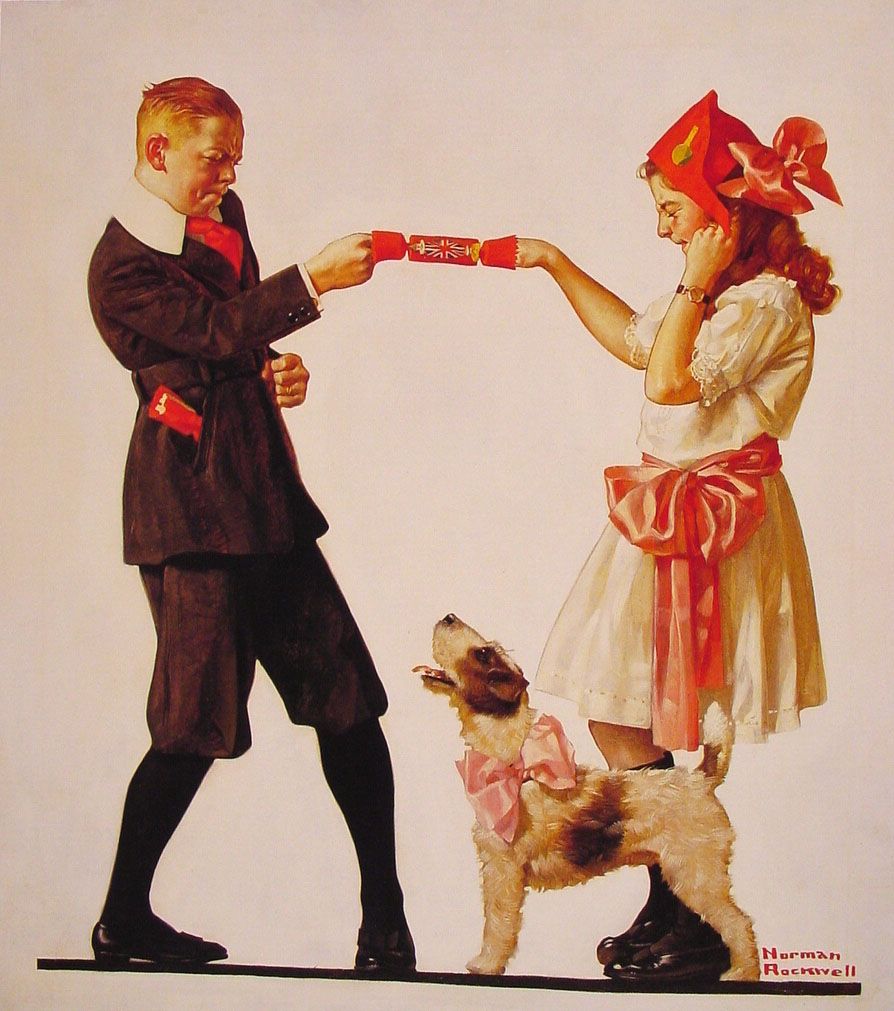
『サタデー・イブニング・ポスト』1919年4月26日号の表紙（ノーマン・ロックウェル画）

クリスマスクラッカーは、1847年に、イギリス東海岸の菓子職人であるトム・スミスによって考案された。
スミスはロンドンのイズリントン区クラーケンウェルに店舗を構えており、頻繁に新たなアイディアを求めてイギリス国外を旅行していた。1840年、スミスは視察旅行でフランスのパリを訪れた際に、フレンチボンボン（砂糖入りのアーモンド）が一つ一つきれいに、紙で包装されているのを見て感動した。当時のイギリスでは、個別包装された菓子がなかったためである。
スミスは帰国後、フォーチュン・クッキー（中におみくじが入っているクッキー）を参考にして、愛の格言が印刷された包装紙を発注し、その紙でキャンディを個別包装して、クリスマスに売り出した。これは大変な人気商品となったが、間もなく他の店から類似品が現れた。そこでスミスは中に小さなおまけを入れたり、様々なアイディアを試している内に、1849年には、後に人気を博すような、中に玩具などを詰めたクリスマスクラッカーが誕生した。クラッカーに入れられた火薬は、スミスが火に投げ入れた丸太が大きな音をたてたことがヒントになったとも伝えられる。世界でただ1人のクラッカーの歴史家とされるピーター・キンプトン（Peter Kimpton）は、トム・スミスのクラッカーの歴史を記した書籍を研究し、その製品の品質、デザインの多様性を高く評価している。
当初はクリスマスクラッカーは「コサック（Cosaque）」と呼ばれていたが、間もなく「クラッカー」の名が一般的となった。「コサック」の名は、クラッカーの音がコサック騎手の銃の音に似ていたため、またはクラッカーの外観が騎手の鞭を彷彿させたため、と考えられている。
スミスが1869年に死去した後、この事業は3人の息子に引き継がれた。息子たちにより、ヨーロッパ、アメリカ、日本など各国から輸入したプレゼント類が、クラッカー内に追加された。紙製の王冠も、息子の1人により考案された。この紙の王冠は、古代ローマの12月のサートゥルナーリア祭で人々がかぶった祝いの帽子が由来と考えられている。その数年後、スミスのクリスマスクラッカー発明者としての事業を記念し、ロンドン市内の広場であるフィンズベリー・スクエアに噴水が建設された。
1906年には当時の王子であったジョージ6世に、トム・スミスによるクラッカーが王室御用達として認められて以来、イギリス王室のために特別なクラッカーが製造されている。1919年には、ノーマン・ロックウェルによる、少年と少女がクリスマスクラッカーを引き合う絵画が『サタデー・イブニング・ポスト』4月26日号の表紙に掲載されており、これにより当時の子供たちのクリスマスパーティの様子を窺い知ることができる。1920年代には、トム・スミスによるクリスマスクラッカーは「世界的に有名なもの」「クリスマスクラッカーなしでパーティはありえない」と宣伝されるようになった。1980年代には、毎年5000万個のクリスマスクラッカーが生産された。

## ギネス世界記録
クリスマスクラッカーに関するギネス世界記録には、以下のものがある。
- 最長のクリスマスクラッカー
  - 2001年12月20日、イギリスのバッキンガムシャーのチェシャム（英語版）にある学校レイヒルスクール（Ley Hill School）と保育学校の子供たちの両親が、全長63.1メートル（207フィート）、直径4メートル（13フィート）のクリスマスクラッカーを慈善団体のために製作し[21]、世界最長のクリスマスクラッカーとしてギネス世界記録に認定された[30]。中には風船や玩具に加え、直径2.5メートル（8フィート）の帽子も入っていた[30]。それ以前には、1991年にオーストラリアで、全長45.72メートル、直径3.04メートルのクリスマスクラッカーが製作された[31][32]。

- クリスマスクラッカーを一斉に鳴らした最多人数
  - 2009年10月18日、日本の栃木県で、本田技研工業の「2009ホンダ祭り」において[33]、1478人が一斉にクラッカーを鳴らしたことで、最多人数としてギネス認定された[34][35]。

- 1分間に鳴らした最多のクリスマスクラッカー
  - 2013年12月15日、イギリスのジーノ・ダカンポ（英語版）とキール・レモン（英語版）が、テレビ番組『スルー・ザ・キーホール（英語版）』クリスマス・スペシャルで、45個のクラッカーを鳴らしたことで、ギネス認定された[36]。その後の2016年2月14日、ドイツのアウクスブルクで、サミュエル・メイヤー（Samuel Mayer）とアンドレ・オルトルフ（Andre Ortolf）が1分間に63個のクラッカーを鳴らしたことで、記録が更新された[37]。